# Oud-Mathenesse

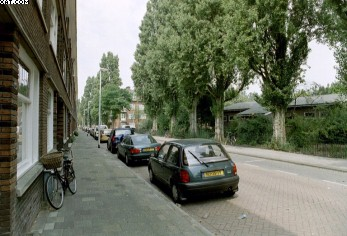
De Grieksestraat met rechts de quarantainestallen van Diergaarde Blijdorp

Oud-Mathenesse is een polder en vooroorlogse woonwijk in Rotterdam, waar het onderdeel is van het stadsdeel Delfshaven.

## Beschrijving
Oud-Mathenesse ligt in het uiterste westen van Rotterdam. Aan de westkant wordt de wijk begrensd door de Hogenbanweg, die tevens de gemeentegrens tussen Rotterdam en Schiedam vormt. De zuidgrens wordt gevormd door de lange dijk tussen Rotterdam en Schiedam, de Schiedamseweg/Rotterdamsedijk. Achter de dijk bevindt zich de Merwehaven en het Vierhavensgebied, met vroeger voornamelijk havens voor overslag. Het is anno 2015 een gebied met bedrijfjes, ateliers, laboratoria en een stadsboerderij. In het oosten wordt de wijk begrensd door het Witte Dorp en de Tjalklaan. De Horvathweg is de noordgrens.
Het hart van de wijk is de Franselaan, een doorgaande straat met winkels. Deze scheidt de wijk in twee buurten: in het noorden de Schepenbuurt, en in het zuiden de Landenbuurt. De Schepenbuurt bestaat voornamelijk uit portiekflats. In de Landenbuurt staan deels ook portiekflats, deels vooroorlogse bouw met boven- en benedenwoningen.
Oud-Mathenesse is een multiculturele, vooroorlogse stadswijk. In tegenstelling tot het iets verderop gelegen Spangen is Oud-Mathenesse de rustigste wijk van de deelgemeente Delfshaven, die zelden in het nieuws is.

## Geschiedenis
Het ambacht Mathenesse wordt al genoemd in documenten uit 1276. De ambachtsheer was Dirk Bokel. Diens kleinzoon noemde zich Dirc van Mathenesse. In 1339 betrok deze een kasteel, waarvan de restanten van de donjon nog altijd te zien zijn in het centrum van Schiedam, naast het Stadskantoor aan de Broersvest.
In de Franse tijd, in 1795, werd Mathenesse een gemeente. In 1811 werd deze voor 5 jaar opgeheven en bij Schiedam en Kethel en Spaland gevoegd. Van 1 april 1817 tot 1 januari 1868 was Oud- en Nieuw-Mathenesse weer een zelfstandige gemeente. Per 1868 werd heel Oud en Nieuw Mathenesse onderdeel van Schiedam en in 1909 ging het grootste deel naar de gemeente Rotterdam.

Een deel van Schiedam wordt ook nu nog aangeduid met Nieuw-Mathenesse. De huidige Rotterdamse wijk Oud-Mathenesse werd gebouwd in de jaren dertig van de twintigste eeuw in de weilanden tussen Rotterdam en Schiedam.
De wijk Oud-Mathenesse, gelegen beneden aan de dijk van de Schiedamseweg, werd vroeger in de volksmond wel De Put genoemd. Maatschappelijk gezien stonden de bewoners net iets hoger in aanzien dan ongeschoolde arbeiders. In Oud-Mathenesse woonden veel lagere ambtenaren, onderwijzers, ambachtslieden en werknemers van de scheepswerven in Schiedam.
Midden in de wijk lag de Rijksseruminrichting, waar diergeneeskundig onderzoek werd gedaan. Het hoofdgebouw werd ontworpen door de stadsarchitect Ad van der Steur en biedt thans plaats aan bejaardenwoningen. In een van de bijgebouwen aan de Grieksestraat is een quarantaineverblijf van diergaarde Blijdorp gevestigd. De andere gebouwtjes doen dienst als buurthuis.
- Nationale Bibliotheek van Israël: 987007567305005171
- Virtual International Authority File: 131458663

Bospolder-Tussendijken · 
Delfshaven-Schiemond · 
Middelland · 
Nieuw-Mathenesse · 
Nieuwe Westen · 
Oud-Mathenesse · 
Spangen
Rotterdam Centrum ·
Rotterdam-Noord ·
Rotterdam-Oost ·
Rotterdam-West ·
Rotterdam-Zuid ·
110-Morgen ·
Afrikaanderwijk ·
Agniesebuurt ·
Bergpolder ·
Beverwaard ·
Blijdorp ·
Blijdorpse polder ·
Bloemhof ·
Boomgaardshoek ·
Bospolder-Tussendijken ·
CS-kwartier ·
Carnisserbuurt ·
Cool ·
Crooswijk ·
De Esch ·
De Veranda ·
Delfshaven ·
Delfshaven-Schiemond ·
Dijkzigt ·
Feijenoord ·
Gadering ·
Groenenhagen-Tuinenhoven ·
Groot-IJsselmonde ·
Heijplaat ·
Het Lage Land ·
Hillegersberg ·
Hillesluis ·
Homerusbuurt ·
Hordijkerveld ·
Kandelaar ·
Karl Marxbuurt ·
Katendrecht ·
Kiefhoek ·
Kleinpolder ·
Kleiwegkwartier ·
Kop van Zuid ·
Kralingen ·
Kralingse Veer ·
Kreekhuizen ·
Landzicht ·
Liskwartier ·
Lloydkwartier ·
Lombardijen ·
Meeuwenplaat ·
Middelland ·
Middengebied ·
Millinxbuurt ·
Molenlaankwartier ·
Molièrebuurt ·
Nesselande ·
Nieuw Engeland ·
Nieuw-Mathenesse ·
Nieuwe Westen ·
Nooddorp ·
Noordereiland ·
Ommoord ·
Oosterflank ·
Oud-Charlois ·
Oud-IJsselmonde ·
Oud-Mathenesse ·
Oude Noorden ·
Oude Westen ·
Oudeland ·
Overschie ·
Pendrecht ·
Prinsenland ·
Provenierswijk ·
Reyeroord ·
Rubroek ·
Sagenbuurt ·
Scheepvaartkwartier ·
Schiebroek ·
Schiemond ·
's-Gravenland ·
Smeetsland ·
Spaanse Polder ·
Spangen ·
Sportdorp ·
Stadsdriehoek ·
Struisenburg ·
Tarwewijk ·
Terbregge ·
Tussenwater ·
Varenbuurt ·
Vondelingenplaat ·
Vreewijk ·
Waalhaven ·
Westpunt ·
Wielewaal ·
Witte Dorp ·
Zalmplaat ·
Zenobuurt ·
Zestienhoven ·
Zevenkamp ·
Zomerland ·
Zuidwijk